# Whigpartiet (USA)
 Ikke at forveksle med Whig-partiet.
Whigpartiet (eller originalt på engelsk: Whig Party) var et konservativt amerikansk politisk parti, som eksisterede fra 1830'erne og frem mod slutningen af 1850'erne. Sammen med Det Demokratiske Parti var det et af de to store partier i USA i denne periode, der også kendes som Second Party System.
Partiet opstod af resterne af Det nationalrepublikanske parti i 1833-34, og blandt grundlæggerne var senator Henry Clay og den tidligere præsident John Quincy Adams. Den vigtigste målsætning for partiet var at begrænse præsidentens magt, som var blevet forøget under Andrew Jackson, og styrke kongressen. Navnet blev hentet fra det britiske liberale parti, som ofte blev kaldt for whigs.
I 1840 blev partiets præsidentkandidat William Henry Harrison valgt til præsident. Han var den ældste valgte præsident før Ronald Reagan og døde 31 dage efter indsættelsen, noget som både gjorde ham til den første præsident, som døde i embedet og til den kortest regerende præsident nogensinde. Han blev erstattet af vicepræsident John Tyler, som imidlertid på flere vigtige punkter handlede imod partiets program og derfor blev ekskluderet. Dette førte til et katastrofevalg ved kongresvalget i 1842.
I 1848 blev Zachary Taylor valgt til præsident for Whigs. Ligesom Harrison døde også han i embedet og blev erstattet af Millard Fillmore. Uenighed om spørgsmålet om slaveri skabte imidlertid problemer og intern splittelse og bidrog i høj grad til, at partiet led nederlag ved næste valg. Sidste gang, Whigs stillede op til valg, var i 1856.
Whigs regnes ofte som en forløber for republikanerne. Blandt dets medlemmer var republikanernes første præsident Abraham Lincoln og senere præsident Chester A. Arthur.